# Bruno Fuhrmann
Bruno Fuhrmann (* 2. Januar 1907 in Königsberg i. Pr.; † 25. September 1979 in Berlin) war ein deutscher Widerstandskämpfer gegen den Nationalsozialismus, Funktionär der Kommunistischen Partei Deutschlands (KPD) und der Sozialistischen Einheitspartei Deutschlands (SED) in der frühen Deutschen Demokratischen Republik (DDR). Er wurde 1950 im Zuge der Noel-Field-Affäre aller Parteifunktionen enthoben.

## Leben
Fuhrmann, Sohn eines Fabrikarbeiters, erlernte nach der Volksschule den Beruf des Zimmermanns. 1922 wurde er Mitglied des Kommunistischen Jugendverbands Deutschlands (KJVD) und im November 1926 der KPD. 1925 war er Organisationsleiter, ab 1927 Politischer Leiter des KJVD in Ostpreußen. Auf dem 8. KJVD-Kongress wurde er 1927 zum Mitglied des Zentralkomitees (ZK) des KJVD gewählt. 1929/30 besuchte er die Jugendschule der Kommunistischen Jugendinternationale (KJI) in Moskau und war anschließend KJI-Instrukteur in den Niederlanden, Österreich, Dänemark und Schweden. Im Dezember 1930 kehrte er nach Deutschland zurück und wurde KPD-Jugendsekretär in Ostpreußen. 1931 stieg er auf Betreiben Heinz Neumanns zum Mitglied des Büros und Sekretär des ZKs des KJVD in Berlin auf.  Ab Juni 1933 war er Politischer Leiter des KJVD im Bezirk Halle-Merseburg, anschließend in Thüringen.
Nach der Machtübernahme der Nationalsozialisten und dem Verbot kommunistischer Betätigung setzte Fuhrmann die Parteiarbeit in der Illegalität fort. Am 14. Juni 1933 wurde er in Erfurt verhaftet und am 22. November 1934 wegen „Vorbereitung zum Hochverrat“ vom Volksgerichtshof zu zwei Jahren Zuchthaus verurteilt. 1936 flüchtete er in die Tschechoslowakei und Ende 1936 in die Schweiz, wo er im Parteiauftrag eine Arbeitsgemeinschaft politischer Emigranten bildete. Von 1937 bis 1939 war Fuhrmann, der den Decknamen Fred trug, KJVD-Vertreter in der KPD-Abschnittsleitung Süd in Zürich, arbeitete an den illegalen Zeitungen Süddeutsche Informationen und Süddeutsche Volksstimme mit und war Verbindungsmann zur KPD-Gruppe um Wolfgang Langhoff am Schauspielhaus Zürich. Ab Ende 1939 war er auch Mitarbeiter der KPD-Abschnittsleitung Schweiz Süd. Im Juni 1940 wurde er wegen „illegaler politischer Tätigkeit“ verhaftet und war bis zu seiner Freilassung im April 1941  im Zuchthaus Witzwill und in den Arbeitslagern Malvaglia, Gordola und Bassecourt interniert.
Ab 1942 war Fuhrmann Organisationsleiter der neu gebildeten KPD-Landesleitung der Schweiz. 1944 wurde er erneut verhaftet. Nach dem Ende des Zweiten Weltkriegs floh er im Juni 1945 aus dem Lager Wallisellen und gelangte mit Hans Teubner und Leo Bauer illegal nach Berlin. Das ZK der KPD schickte Fuhrmann als Instrukteur in die amerikanische und französische Zone des besetzten Deutschlands. Nach der Zwangsvereinigung der KPD und der Sozialdemokratischen Partei Deutschlands (SPD) in der Sowjetischen Besatzungszone und Berlin wurde Fuhrmann 1946 Mitglied der SED. 1946 wurde er Vizepräsident der Vereinigung der Verfolgten des Naziregimes (VVN) und Mitarbeiter beim Parteivorstand der SED. Ab Oktober 1947 leitete er, als Nachfolger von Walter Beling, die Organisationsabteilung des Zentralsekretariats (ZS) der SED und wurde im Februar 1949 Leiter der neugeschaffenen Westkommission des ZS der SED in Berlin. 

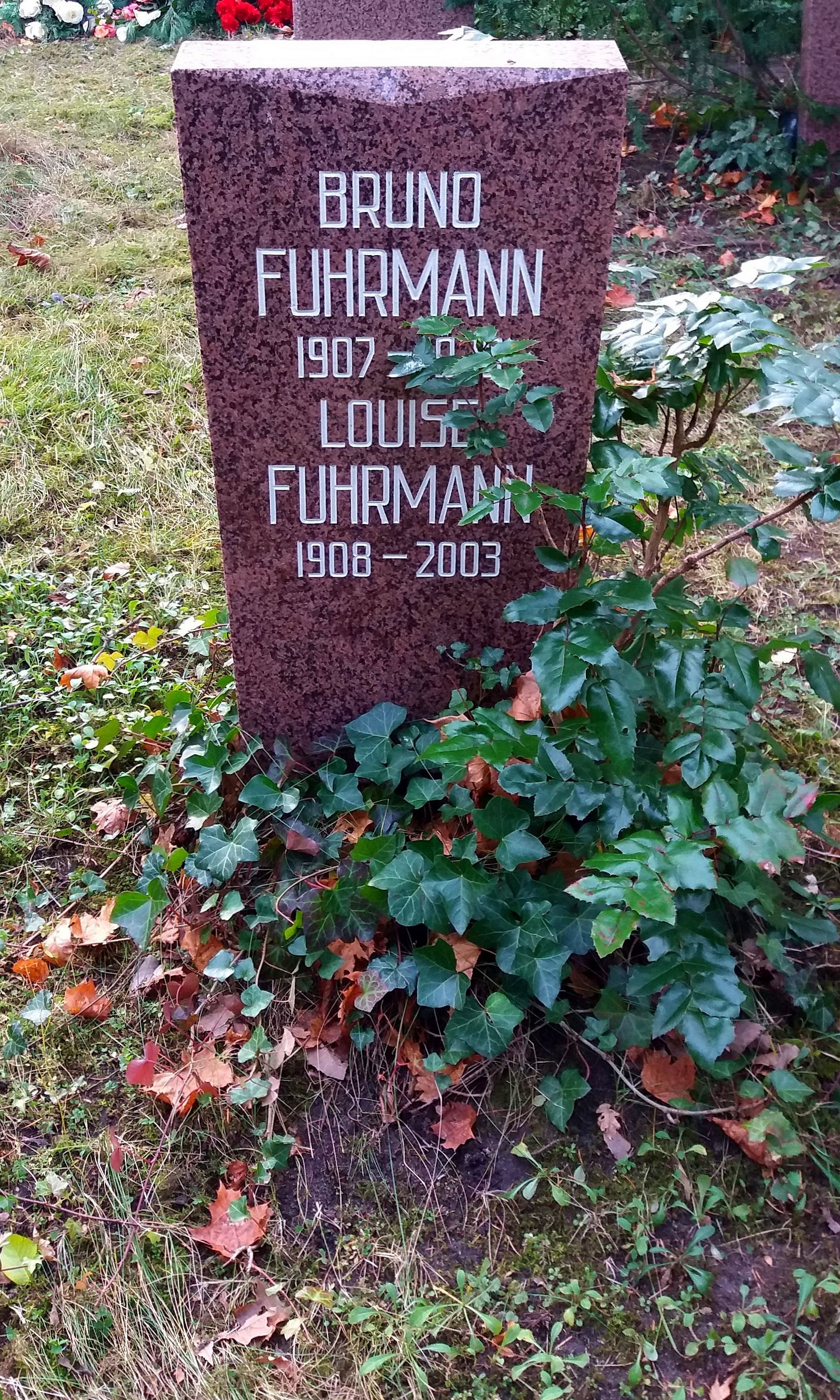
Grabstätte

Im Zuge der Noel-Field-Affäre, die mit dem Slánský-Prozess in der Tschechoslowakei und der Verurteilung László Rajks in Ungarn bereits zu Todesurteilen geführt hatte, beschäftigte sich 1950 in der DDR die Zentrale Parteikontrollkommission (ZPKK) der SED mit den Westemigranten der KPD, darunter Fuhrmann. Die Ergebnisse gab das Neue Deutschland, das Zentralorgan der SED, am 24. August 1950 bekannt. Zu Fuhrmann, Teubner, Langhoff und Beling, „deren Beziehungen zu Field ... sehr eng waren, deren Tätigkeit aber nur zu einer mittelbaren Unterstützung des Klassenfeindes führte“ hieß es, sie würden „aller Funktionen enthoben“ und dass die Untersuchung weitergeführt werde. Fuhrmann musste Ostberlin verlassen und bekleidete fortan nur noch untergeordnete Funktionen. Einer Anklage entging er.
Fuhrmann war 1951/52 als Kulturleiter im VEB Baumechanik in Niederneuendorf (Kreis Osthavelland) tätig. Ab Juni 1954 war er Arbeitsdirektor im VEB Lokomotivbau-Elektrotechnik in Hennigsdorf. Im Juni 1956 wurde Fuhrmann durch die ZPKK stillschweigend rehabilitiert und seine Funktionssperre aufgehoben. 1959/60 besuchte er die Parteihochschule „Karl Marx“ der SED. Von 1964 bis 1972 war Fuhrmann Sekretär der Zentralleitung des Komitees der Antifaschistischen Widerstandskämpfer der DDR.
Seine Urne wurde in der Grabanlage Pergolenweg des Berliner Zentralfriedhofs Friedrichsfelde beigesetzt.

## Ehrungen
- 1971 Vaterländischer Verdienstorden in Gold (DDR)
- 1976 Ehrenspange zum Vaterländischen Verdienstorden